# PEC in het seizoen 1960/61
Het seizoen 1960/1961 was het 50e jaar in het bestaan van de Zwolse voetbalclub PEC. De club kwam uit in de Tweede divisie en eindigde daarin op de 16e plaats. Ook werd deelgenomen aan het toernooi om de KNVB beker, hierin werd de club in de groepsfase uitgeschakeld.

## Wedstrijdstatistieken

### Tweede divisie
| 1e speelronde                                             | PEC                                                                                   | 2 – 5 (0 – 4) | Tubantia                                                               |
| 21 augustus 1960 Plaats: Zwolle De Vrolijkheid            | Harm van Dalfzen 72' Harm van Dalfzen                                                 |               | Wim Perik 40', 52' Willy Roters 42' Paul Wiorka 44' Hennie Spoolder    |
| 2e speelronde                                             | Zwolsche Boys                                                                         | 2 – 1 (1 – 0) | PEC                                                                    |
| 28 augustus 1960 Plaats: Zwolle Gemeentelijk Sportpark    | Henk Schols 8' Tjeerd Henstra 75' (pen.)                                              |               | 70' Harm van Dalfzen                                                   |
| 3e speelronde                                             | PEC                                                                                   | 3 – 4 (2 – 0) | Rigtersbleek                                                           |
| 4 september 1960 Plaats: Zwolle De Vrolijkheid            | Leo Koopman 28', 41', 64'                                                             |               | 68' (e.d.) Homme Siebenga –', –', –' Frans Olde Riekerink              |
| 4e speelronde                                             | Haarlem                                                                               | 2 – 2 (1 – 2) | PEC                                                                    |
| 11 september 1960 Plaats: Haarlem Jan Gijzenkade          | Otto Berendregt 32' (pen.) Jaap Dorenbos 53'                                          |               | 35' Leo Koopman 42' Harm van Dalfzen                                   |
| 5e speelronde                                             | PEC                                                                                   | 2 – 1 (2 – 1) | LONGA                                                                  |
| 25 september 1960 Plaats: Zwolle De Vrolijkheid           | Harm van Dalfzen 2' Leo Koopman 21'                                                   |               | 9' Jan Meijer                                                          |
| 6e speelronde                                             | UVS                                                                                   | 3 – 1 (3 – 0) | PEC                                                                    |
| 9 oktober 1960 Plaats: Leiden Kikkerpolder                | Jan Nijman 6', 26' Han Verhoeks 34'                                                   |               | 53' Dirk van der Wetering                                              |
| 7e speelronde                                             | PEC                                                                                   | 1 – 1 (0 – 1) | Zwartemeer                                                             |
| 16 oktober 1960 Plaats: Zwolle De Vrolijkheid             | Jan Koops 66'                                                                         |               | 34' Jan Smit                                                           |
| 8e speelronde                                             | Velox                                                                                 | 5 – 2 (4 – 1) | PEC                                                                    |
| 23 oktober 1960 Plaats: Utrecht Koningsweg                | Ben Aarts 1', 58' Frans Geurtsen 10', 42' Willem van Arnhem                           |               | 22' (pen.) Bennie Nijboer Leo Koopman                                  |
| 9e speelronde                                             | PEC                                                                                   | 3 – 1 (2 – 1) | Zeist                                                                  |
| 6 november 1960 Plaats: Zwolle De Vrolijkheid             | Rinus Nijhoving 3' Leo Koopman 3', 84'                                                |               | 45' Arie Schouten                                                      |
| 10e speelronde                                            | Hilversum                                                                             | 5 – 3 (3 – 1) | PEC                                                                    |
| 13 november 1960 Plaats: Hilversum Gemeentelijk Sportpark | Evert Pluim 14', 48' Bertus van Beek 28' Chris Lefering –', –'                        |               | –' (pen.) Bennie Nijboer Harm van Dalfzen Leo Koopman                  |
| 11e speelronde                                            | Roda Sport                                                                            | 5 – 1 (1 – 0) | PEC                                                                    |
| 20 november 1960 Plaats: Kerkrade Jonkerbergstraat        | Joseph Büttgen 34', 60' Rik Aspers 53', –' Gerard Hoenen 85'                          |               | John Abma                                                              |
| 12e speelronde                                            | Baronie                                                                               | 3 – 0 (1 – 0) | PEC                                                                    |
| 11 december 1960 Plaats: Breda De Blauwe Kei              | Frans Remie 42', 68' Schets                                                           |               |                                                                        |
| 13e speelronde                                            | PEC                                                                                   | 1 – 0 (1 – 0) | Wilhelmina                                                             |
| 18 december 1960 Plaats: Zwolle De Vrolijkheid            | Leo Koopman 6'                                                                        |               |                                                                        |
| 14e speelronde                                            | De Valk                                                                               | 3 – 2 (2 – 1) | PEC                                                                    |
| 26 december 1960 Plaats: Valkenswaard Leenderweg          | Jacques de Wit 1' Hayo Rulander 3', 85'                                               |               | Jan Koops 49' Harm van Dalfzen                                         |
| 15e speelronde                                            | PEC                                                                                   | 2 – 1 (2 – 0) | De Graafschap                                                          |
| 1 januari 1961 Plaats: Zwolle De Vrolijkheid              | Rinus Nijhoving 3' Jan Koops 41'                                                      |               | 49' Paul Vet                                                           |
| 16e speelronde                                            | PEC                                                                                   | 1 – 4 (1 – 2) | N.E.C.                                                                 |
| 8 januari 1961 Plaats: Zwolle De Vrolijkheid              | Leo Koopman 8'                                                                        |               | 33' Cor Smulders 45' Theo Slijkhuis 53' Tini van Reeken 57' Cees Kick  |
| 17e speelronde                                            | Tubantia                                                                              | 0 – 1 (0 – 1) | PEC                                                                    |
| 15 januari 1961 Plaats: Hengelo Veldwijk                  |                                                                                       |               | 30' Jan Koops                                                          |
| 18e speelronde                                            | PEC                                                                                   | 0 – 1 (0 – 0) | Zwolsche Boys                                                          |
| 5 februari 1961 Plaats: Zwolle De Vrolijkheid             |                                                                                       |               | 80' Rein van Veen                                                      |
| 19e speelronde                                            | Rigtersbleek                                                                          | 0 – 1 (0 – 0) | PEC                                                                    |
| 19 februari 1961 Plaats: Enschede Heekstraat              |                                                                                       |               | 68' Leo Koopman                                                        |
| 20e speelronde                                            | PEC                                                                                   | 2 – 4 (2 – 4) | Haarlem                                                                |
| 26 februari 1961 Plaats: Zwolle De Vrolijkheid            | Dick van Ekeren 30' Jan Koops 37'                                                     |               | 2' Nico Jonker 11', 12', 14' Jaap Dorenbos                             |
| 21e speelronde                                            | LONGA                                                                                 | 4 – 2 (2 – 1) | PEC                                                                    |
| 5 maart 1961 Plaats: Tilburg Aan de Spoorbrug             | Gerard Spanings 6', 73' Jan Druyts 35' Jan Meijer 55'                                 |               | 23' Jan Koops 87' Bennie Nijboer                                       |
| 22e speelronde                                            | PEC                                                                                   | 2 – 0 (2 – 0) | UVS                                                                    |
| 12 maart 1961 Plaats: Zwolle De Vrolijkheid               | Leo Koopman 14' Jan Koops 36'                                                         |               |                                                                        |
| 23e speelronde                                            | Zwartemeer                                                                            | 1 – 0 (1 – 0) | PEC                                                                    |
| 19 maart 1961 Plaats: Klazienaveen Mr. Ovingstraat        | Jan Smit 22'                                                                          |               |                                                                        |
| 24e speelronde                                            | PEC                                                                                   | 4 – 4 (1 – 3) | Velox                                                                  |
| 26 maart 1961 Plaats: Zwolle De Vrolijkheid               | Jan Koops 8', 65', 80' Harm van Dalfzen 82'                                           |               | 6', 25', 67' Frans Geurtsen 9' Wim Adelaar                             |
| 25e speelronde                                            | Oldenzaal                                                                             | 3 – 2 (2 – 2) | PEC                                                                    |
| 1 april 1961 Plaats: Oldenzaal Het Heuveltje              | Henk Kalsbeek 30' Hennie Koopman 40' Ton Pierik 69'                                   |               | 15' Leo Koopman 20' Harm van Dalfzen                                   |
| 26e speelronde                                            | PEC                                                                                   | 4 – 1 (1 – 1) | Oldenzaal                                                              |
| 3 april 1961 Plaats: Zwolle De Vrolijkheid                | Leo Koopman 8', 89' Harm van Dalfzen 61' Rinus Nijhoving 90'                          |               | 11' Peter Hoomans                                                      |
| 27e speelronde                                            | Zeist                                                                                 | 2 – 2 (0 – 2) | PEC                                                                    |
| 9 april 1961 Plaats: Zeist De Koeburg                     | Piet de Jongh 54' Arie Schouten 75'                                                   |               | 16' Jan Koops 29' Rinus Nijhoving                                      |
| 28e speelronde                                            | PEC                                                                                   | 1 – 4 (1 – 1) | Hilversum                                                              |
| 16 april 1961 Plaats: Zwolle De Vrolijkheid               | Rinus Nijhoving 43'                                                                   |               | 12', 71' Gijs van Wieringen 52' (e.d.) John Abma 54' Gerard Hoogenbirk |
| 29e speelronde                                            | PEC                                                                                   | 2 – 0 (1 – 0) | Roda Sport                                                             |
| 23 april 1961 Plaats: Zwolle De Vrolijkheid               | Leo Koopman 18', 87'                                                                  |               |                                                                        |
| 30e speelronde                                            | De Graafschap                                                                         | 1 – 1 (0 – 1) | PEC                                                                    |
| 7 mei 1961 Plaats: Doetinchem De Vijverberg               | Gerrie Went 57'                                                                       |               | 35' Rinus Nijhoving                                                    |
| 31e speelronde                                            | Wilhelmina                                                                            | 5 – 0 (1 – 0) | PEC                                                                    |
| 22 mei 1961 Plaats: 's-Hertogenbosch De Wolfsdonken       | Nico Gloudemans 41', 67' Willy van den Hurk 46' Frans van den Hoogen Theo Borsten 87' |               |                                                                        |
| 32e speelronde                                            | PEC                                                                                   | 2 – 1 (1 – 0) | De Valk                                                                |
| 28 mei 1961 Plaats: Zwolle De Vrolijkheid                 | Leo Koopman 15', 64'                                                                  |               | 83' Jan Seuntjes                                                       |
| 33e speelronde                                            | N.E.C.                                                                                | 5 – 0 (2 – 0) | PEC                                                                    |
| 4 juni 1961 Plaats: Nijmegen Goffertstadion               | Tini van Reeken 15' Moises Bicentini 42', 55' Jan van Boxtel 75' Theo Slijkhuis 90'   |               |                                                                        |
| 34e speelronde                                            | PEC                                                                                   | 1 – 2 (0 – 2) | Baronie                                                                |
| 11 juni 1961 Plaats: Zwolle De Vrolijkheid                | Jan Koops 53'                                                                         |               | 25', 33' Frans Remie-                                                  |

### KNVB beker
| Groepsfase                                                 | PEC                                                                     | 4 – 0 (3 – 0) | Zwolsche Boys                                            |
| 14 augustus 1960 Plaats: Zwolle De Vrolijkheid             | Leo Koopman 19', 20', 36' Rinus Nijhoving 87'                           |               |                                                          |
| Groepsfase                                                 | Go Ahead                                                                | 4 – 5 (3 – 2) | PEC                                                      |
| 17 augustus 1960 Plaats: Deventer Vetkampstraat            | Rien Ensing 10' Henk van Brussel 30' Henk ten Brink 38' Joop Butter 55' |               | 20', 75', 85' Leo Koopman 42', 77' Dirk van der Wetering |
| Groepsfase                                                 | PEC                                                                     | 0 – 4 (0 – 2) | Heerenveen                                               |
| 18 september 1960 Plaats: Zwolle De Vrolijkheid            |                                                                         |               | 8' Sicco Kuiper 44' Sikke Venema 76', 87' Gerrit Abma    |
| Groepsfase                                                 | Leeuwarden                                                              | 3 – 1 (1 – 0) | PEC                                                      |
| 12 februari 1961 Plaats: Leeuwarden Gemeentelijk Sportpark | Jaap Mulder 17' Jan Hoekema 55' Hans Verhagen 63'                       |               | 85' Dick van Ekeren                                      |

## Selectie en technische staf

### Selectie 1960/61
| Nr.           | Nat.               | Naam                  | Competitie | Competitie | Beker      | Beker      | Totaal     | Totaal     | Seizoen    | Vorige club         | Debuut     |            |            |            |
| Nr.           | Nat.               | Naam                  | W          |            | W          |            | W          |            | Seizoen    | Vorige club         | Debuut     |            |            |            |
| Doelmannen    | Doelmannen         | Doelmannen            | Doelmannen | Doelmannen | Doelmannen | Doelmannen | Doelmannen | Doelmannen | Doelmannen | Doelmannen          | Doelmannen | Doelmannen | Doelmannen | Doelmannen |
| ------------- | ------------------ | --------------------- | ---------- | ---------- | ---------- | ---------- | ---------- | ---------- | ---------- | ------------------- | ---------- | ---------- | ---------- | ---------- |
| -             | Vlag van Nederland | Hans van Rotterdam    | –          | 0          | –          | 0          | –          | 0          | 1e         | Onbekend            | –          |            |            |            |
| Verdedigers   |                    |                       |            |            |            |            |            |            |            |                     |            |            |            |            |
| -             | Vlag van Nederland | Jan Koops             | –          | 12         | –          | 0          | –          | 12         | –          | Onbekend            | –          |            |            |            |
| -             | Vlag van Suriname  | Ludwig Mans           | –          | 0          | –          | 0          | –          | 0          | 4e         | SV Voorwaarts       | –          |            |            |            |
| -             | Vlag van Nederland | Homme Siebenga        | –          | 0          | –          | 0          | –          | 0          | 3e         | Heerenveen          | –          |            |            |            |
| Middenvelders |                    |                       |            |            |            |            |            |            |            |                     |            |            |            |            |
| -             | Vlag van Nederland | Bennie Nijboer        | –          | 3          | –          | 0          | –          | 3          | –          | Onbekend            | –          |            |            |            |
| -             | Vlag van Nederland | Dirk van der Wetering | –          | 1          | –          | 2          | –          | 3          | –          | Onbekend            | –          |            |            |            |
| Aanvallers    |                    |                       |            |            |            |            |            |            |            |                     |            |            |            |            |
| -             | Vlag van Nederland | John Abma             | –          | 1          | –          | 0          | –          | 1          | –          | Onbekend            | –          |            |            |            |
| -             | Vlag van Nederland | Harm van Dalfzen      | –          | 10         | –          | 0          | –          | 10         | 2e         | SC Genemuiden (ama) | –          |            |            |            |
| -             | Vlag van Nederland | Dick van Ekeren       | –          | 1          | –          | 1          | –          | 2          | –          | AGOVV               | –          |            |            |            |
| -             | Vlag van Nederland | Leo Koopman           | –          | 20         | –          | 6          | –          | 26         | 6e         | Rohda Raalte (ama)  | –          |            |            |            |
| -             | Vlag van Nederland | Hennie van Nee        | –          | 0          | –          | 0          | –          | 0          | 1e         | Jeugd               | –          |            |            |            |
| -             | Vlag van Nederland | Rinus Nijhoving       | –          | 6          | –          | 1          | –          | 7          | 2e         | Onbekend            | –          |            |            |            |
| -             | Vlag van Nederland | Jan Westerbeek        | –          | 0          | –          | 0          | –          | 0          | 13e        | Jeugd               | –          |            |            |            |
| Nr.           | Nat.               | Naam                  | W          |            | W          |            | W          |            | Seizoen    | Vorige club         | Debuut     |            |            |            |
| Nr.           | Nat.               | Naam                  | Competitie | Competitie | Beker      | Beker      | Totaal     | Totaal     | Seizoen    | Vorige club         | Debuut     |            |            |            |

### Technische staf
| Naam        | Functie      |
| ----------- | ------------ |
| Jan de Roos | Hoofdtrainer |

## Statistieken PEC 1960/1961

### Eindstand PEC in de Nederlandse Tweede divisie 1960 / 1961
| Stand | Gespeeld | Gewonnen | Gelijk | Verloren | Punten | Doelpunten voor | Doelpunten tegen |
| ----- | -------- | -------- | ------ | -------- | ------ | --------------- | ---------------- |
| 16e   | 34       | 10       | 5      | 19       | 25     | 54              | 83               |

### Topscorers
| #      | Naam                  | Goal |
| ------ | --------------------- | ---- |
| 1.     | Leo Koopman           | 20   |
| 2.     | Jan Koops             | 12   |
| 3.     | Harm van Dalfzen      | 10   |
| 4.     | Rinus Nijhoving       | 6    |
| 5.     | Bennie Nijboer        | 3    |
| 6.     | John Abma             | 1    |
| 6.     | Dick van Ekeren       | 1    |
| 6.     | Dirk van der Wetering | 1    |
| Totaal | Totaal                | 54   |

| #      | Naam                  | Goal |
| ------ | --------------------- | ---- |
| 1.     | Leo Koopman           | 6    |
| 2.     | Dirk van der Wetering | 2    |
| 3.     | Dick van Ekeren       | 1    |
| 3.     | Rinus Nijhoving       | 1    |
| Totaal | Totaal                | 9    |

### Punten per speelronde
| Speelronde | 1 | 2 | 3 | 4 | 5 | 6 | 7 | 8 | 9 | 10 | 11 | 12 | 13 | 14 | 15 | 16 | 17 | 18 | 19 | 20 | 21 | 22 | 23 | 24 | 25 | 26 | 27 | 28 | 29 | 30 | 31 | 32 | 33 | 34 |
| ---------- | - | - | - | - | - | - | - | - | - | -- | -- | -- | -- | -- | -- | -- | -- | -- | -- | -- | -- | -- | -- | -- | -- | -- | -- | -- | -- | -- | -- | -- | -- | -- |
| Punten     | 0 | 0 | 0 | 1 | 2 | 0 | 1 | 0 | 2 | 0  | 0  | 0  | 2  | 0  | 2  | 0  | 2  | 0  | 2  | 0  | 0  | 2  | 0  | 1  | 0  | 2  | 1  | 0  | 2  | 1  | 0  | 2  | 0  | 0  |

### Punten na speelronde
| Speelronde | 1 | 2 | 3 | 4 | 5 | 6 | 7 | 8 | 9 | 10 | 11 | 12 | 13 | 14 | 15 | 16 | 17 | 18 | 19 | 20 | 21 | 22 | 23 | 24 | 25 | 26 | 27 | 28 | 29 | 30 | 31 | 32 | 33 | 34 |
| ---------- | - | - | - | - | - | - | - | - | - | -- | -- | -- | -- | -- | -- | -- | -- | -- | -- | -- | -- | -- | -- | -- | -- | -- | -- | -- | -- | -- | -- | -- | -- | -- |
| Punten     | 0 | 0 | 0 | 1 | 3 | 3 | 4 | 4 | 6 | 6  | 6  | 6  | 8  | 8  | 10 | 10 | 12 | 12 | 14 | 14 | 14 | 16 | 16 | 17 | 17 | 19 | 20 | 20 | 22 | 23 | 23 | 25 | 25 | 25 |

### Stand na speelronde
| Speelronde | 1   | 2   | 3   | 4   | 5   | 6   | 7   | 8   | 9   | 10  | 11  | 12  | 13  | 14  | 15  | 16  | 17  | 18  | 19  | 20  | 21  | 22  | 23  | 24  | 25  | 26  | 27  | 28  | 29  | 30  | 31  | 32  | 33  | 34  |
| ---------- | --- | --- | --- | --- | --- | --- | --- | --- | --- | --- | --- | --- | --- | --- | --- | --- | --- | --- | --- | --- | --- | --- | --- | --- | --- | --- | --- | --- | --- | --- | --- | --- | --- | --- |
| Stand      | 16e | 17e | 17e | 16e | 14e | 15e | 15e | 16e | 14e | 16e | 16e | 16e | 16e | 17e | 15e | 17e | 15e | 16e | 16e | 16e | 16e | 16e | 16e | 16e | 16e | 15e | 16e | 16e | 16e | 15e | 16e | 16e | 16e | 16e |

### Doelpunten per speelronde
| Speelronde | 1 | 2 | 3 | 4 | 5 | 6 | 7 | 8 | 9 | 10 | 11 | 12 | 13 | 14 | 15 | 16 | 17 | 18 | 19 | 20 | 21 | 22 | 23 | 24 | 25 | 26 | 27 | 28 | 29 | 30 | 31 | 32 | 33 | 34 | Totaal |
| ---------- | - | - | - | - | - | - | - | - | - | -- | -- | -- | -- | -- | -- | -- | -- | -- | -- | -- | -- | -- | -- | -- | -- | -- | -- | -- | -- | -- | -- | -- | -- | -- | ------ |
| Doelpunten | 2 | 1 | 3 | 2 | 2 | 1 | 1 | 2 | 3 | 3  | 1  | 0  | 1  | 2  | 2  | 1  | 1  | 0  | 1  | 2  | 2  | 2  | 0  | 4  | 2  | 4  | 2  | 1  | 2  | 1  | 0  | 2  | 0  | 1  | 54     |

## Voetnoten
Baronie · De Graafschap · Haarlem · Hilversum · LONGA · N.E.C. · Oldenzaal · PEC · Rigtersbleek · Roda Sport · Tubantia · UVS · De Valk · Velox · Wilhelmina · Zeist · Zwartemeer · Zwolsche Boys